# Лукьяново (Калининградская область)
Лукьяново — посёлок в Неманском муниципальном округе Калининградской области.

## География
Находится в северо-восточной части Калининградской области, в зоне хвойно-широколиственных лесов, к востоку от автодороги А-216, на расстоянии примерно 11 километров (по прямой) к западо-юго-западу от города Неман, административного центра района. Абсолютная высота — 18 метров над уровнем моря.

### Климат
Климат характеризуется как переходный от морского к умеренно континентальному. Средняя температура воздуха самого холодного месяца (января) — −4 °C (абсолютный минимум — −35 °C); самого тёплого месяца (июля) — 17,5 °C (абсолютный максимум — 34 °С). Вегетационный период длится в среднем 190 дней. Годовое количество атмосферных осадков —732 мм, из которых большая часть (495 мм) выпадает в период с апреля по октябрь. Среднегодовая скорость ветра составляет 4 м/с.

### Часовой пояс
Посёлок Лукьяново как и вся Калининградская область, находится в часовой зоне МСК−1. Смещение применяемого времени относительно UTC составляет +2:00.

## История
До 1938 года носил название Ленконишкен (нем. Lenkonischken). В период с 1938 по 1947 годы назывался Гросшенкендорф (нем. Großschenkendorf). В период с 2008 по 2017 годы Лукьяново входило в состав Жилинского сельского поселения Неманского района, с 2017 по 2022 годы — в состав Неманского городского округа.

## Население
| 2002 | 2010 |
| ---- | ---- |
| 26   | ↗29  |

### Национальный состав
Согласно результатам переписи 2002 года, в национальной структуре населения русские составляли 73 %.